# Lijst van beschermd erfgoed in Eupen
Onderstaande tabel geeft een overzicht van de beschermde erfgoederen in de gemeente Eupen. Het beschermd erfgoed maakt onderdeel uit van het cultureel erfgoed in België.
| Object | Bouwjaar/architect              | Deelgemeente | Adres            | Coördinaten                  | Nummer | Afbeelding |
| --- | ------------------------------- | ------------ | ---------------- | ---------------------------- | ------ | --- |
| Sint-Catharinakerk | 15de eeuw                       | Kettenis     |                  | 50° 38' 46" NB, 6° 2' 43" OL | 31321  | Sint-Catharinakerk |
| De gevels en het dak van het woongedeelte (zonder de aanbouw in het zuiden), de gevels en dak van de duiventoren, die op de plattegrond vierkant is (zonder de lage aanbouw in het westen), de gevels en het dak van de stallingen in het oosten (zonder de daaraan gebouwde hokken in het oosten), de grensmuur in het noorden (zonder de hokken ernaast) en de bestrating van het binnenhof van het landgoed Schnellewind | 1737                            | Kettenis     |                  | 50° 38' 13" NB, 6° 2' 18" OL | 31200  | De gevels en het dak van het woongedeelte (zonder de aanbouw in het zuiden), de gevels en dak van de duiventoren, die op de plattegrond vierkant is (zonder de lage aanbouw in het westen), de gevels en het dak van de stallingen in het oosten (zonder de daaraan gebouwde hokken in het oosten), de grensmuur in het noorden (zonder de hokken ernaast) en de bestrating van het binnenhof van het landgoed Schnellewind |
| St. Rochus niskapel | 1724                            | Kettenis     |                  | 50° 39' 22" NB, 6° 2' 30" OL | 31322  | St. Rochus niskapel |
| Kasteel Libermé (gevels en dak, kasteelpoort) | 16de eeuw                       | Kettenis     |                  | 50° 39' 6" NB, 6° 2' 56" OL  | 31320  | Kasteel Libermé (gevels en dak, kasteelpoort) |
| Favrunbachtal |                                 |              |                  | 50° 38' 48" NB, 6° 2' 17" OL | 31047  | Favrunbachtal |
| De woontoren van het hof Gross Weims | 14de eeuw                       | Kettenis     |                  | 50° 39' 1" NB, 6° 2' 32" OL  | 31317  | De woontoren van het hof Gross Weims |
| Philippenhaus (gevels en dak en kastaltaar) | 1767                            | Kettenis     |                  | 50° 39' 43" NB, 6° 3' 13" OL | 31323  | Philippenhaus (gevels en dak en kastaltaar) |
| Huis Winkelstrasse 8 (gevels en dak) | 1790                            | Kettenis     |                  | 50° 38' 45" NB, 6° 2' 42" OL | 31318  | Huis Winkelstrasse 8 (gevels en dak) |
| Huis Winkelstrasse 10 (gevels en dak) |                                 | Kettenis     |                  | 50° 38' 45" NB, 6° 2' 42" OL | 31319  | Huis Winkelstrasse 10 (gevels en dak) |
| De Belgisch-Pruisische grenssteen (158-186) (+LONTZEN/Lontzen, SANKT VITH/Crombach en Recht en BURG-REULAND/Reuland en Thommen) | 19de eeuw                       |              |                  | 50° 18' 31" NB, 6° 0' 47" OL | 31215  | De Belgisch-Pruisische grenssteen (158-186) (+LONTZEN/Lontzen, SANKT VITH/Crombach en Recht en BURG-REULAND/Reuland en Thommen) |
| Sint-Niklaaskerk | 1726–1729 Laurenz Mefferdatis   |              |                  | 50° 37' 51" NB, 6° 1' 57" OL | 31133  | Sint-Niklaaskerk |
| Pastorie | 1707                            |              |                  | 50° 37' 52" NB, 6° 1' 58" OL | 31132  | Pastorie |
| Oud kerkhof | 1861—1892                       |              |                  | 50° 37' 50" NB, 6° 1' 57" OL | 31131  | Oud kerkhof |
| "Kirche zur Unbefleckten Empfängnis" met orgel en meubilair | 1773—1776 Joseph Moretti        |              |                  | 50° 37' 57" NB, 6° 1' 48" OL | 31128  | "Kirche zur Unbefleckten Empfängnis" met orgel en meubilair |
| Raadhuis en rectoraat (gevels en daken), grensmuur en omgeving (beplante binnenhoven) | 1773—1776 Joseph Moretti        |              |                  | 50° 37' 57" NB, 6° 1' 48" OL | 31138  | Raadhuis en rectoraat (gevels en daken), grensmuur en omgeving (beplante binnenhoven) |
| Sint-Lambertuskapel | 1690                            |              |                  | 50° 37' 57" NB, 6° 2' 22" OL | 31139  | Sint-Lambertuskapel |
| St. Johannes Baptist Onthoofdingskapel, Nispert | 1748 Johann Joseph Couven       |              |                  | 50° 37' 59" NB, 6° 2' 53" OL | 31127  | St. Johannes Baptist Onthoofdingskapel, Nispert |
| Huis Bergstrasse 64 (gevels aan het oosten en dak) | 18de eeuw                       |              |                  | 50° 37' 41" NB, 6° 2' 0" OL  | 31151  | Huis Bergstrasse 64 (gevels aan het oosten en dak) |
| Vredeskerk met kansel, 22 grafstenen op het oude kerkhof en zijn grensmuur | 1851—1855                       |              |                  | 50° 37' 51" NB, 6° 2' 5" OL  | 31325  | Vredeskerk met kansel, 22 grafstenen op het oude kerkhof en zijn grensmuur |
| Het orgel van de vredeskerk | 1907 Eberhard Friedrich Walcker |              |                  | 50° 37' 51" NB, 6° 2' 4" OL  | 31495  | Het orgel van de vredeskerk |
| Eiskeller Borngasse (ingang, de daarop steunende muren en de gewelfde gang uit steenbrokken) | 1869                            |              |                  | 50° 37' 48" NB, 6° 2' 5" OL  | 31208  | Eiskeller Borngasse (ingang, de daarop steunende muren en de gewelfde gang uit steenbrokken) |
| Bergkapel (gevels en dak) | 1712                            |              |                  | 50° 37' 29" NB, 6° 2' 3" OL  | 31204  | Bergkapel (gevels en dak) |
| De nieuwgotische St. Joseph-kerk met zijn nieuwgotische meubilair | 1855—1864 Vinzenz Statz         |              |                  | 50° 37' 23" NB, 6° 2' 23" OL | 31406  | De nieuwgotische St. Joseph-kerk met zijn nieuwgotische meubilair |
| St. Michael-kapel en omgeving, Stockem | 1700                            |              |                  | 50° 37' 53" NB, 6° 0' 55" OL | 31140  | St. Michael-kapel en omgeving, Stockem |
| Marienfontein | 1774                            |              |                  | 50° 37' 50" NB, 6° 1' 53" OL | 31421  | Marienfontein |
| Huis Borngasse 1 (gevels en dak) | 1818                            |              |                  | 50° 37' 48" NB, 6° 2' 3" OL  | 31207  | Huis Borngasse 1 (gevels en dak) |
| Kruis op de Heidberg | 1819                            |              |                  | 50° 37' 59" NB, 6° 2' 24" OL | 31422  | Kruis op de Heidberg |
| Huis Edelstrasse 7 (gevels en dak) | 18de eeuw                       |              |                  | 50° 37' 27" NB, 6° 2' 13" OL | 31141  | Huis Edelstrasse 7 (gevels en dak) |
| 17e- en 18e-eeuwse delen van het "Alte Kloster der Rekollektinnen" op de Heidberg | 1700–1727                       |              |                  | 50° 37' 60" NB, 6° 2' 26" OL | 31423  | 17e- en 18e-eeuwse delen van het "Alte Kloster der Rekollektinnen" op de Heidberg |
| Huis Gospertstrasse 17 (gevels en dak) | 18de eeuw                       |              |                  | 50° 37' 55" NB, 6° 2' 6" OL  | 31142  | Huis Gospertstrasse 17 (gevels en dak) |
| Huis Auf'm Rain 2 (gevels en dak, trappen naar de ingang met hekwerk) | 1720                            |              |                  | 50° 37' 49" NB, 6° 2' 29" OL | 31116  | Huis Auf'm Rain 2 (gevels en dak, trappen naar de ingang met hekwerk) |
| Huis Gospert 24 (gevels en daken van de 18e-eeuwse delen, serre en deuren op de begane grond) | 1701                            |              |                  | 50° 37' 55" NB, 6° 2' 4" OL  | 31143  | Huis Gospert 24 (gevels en daken van de 18e-eeuwse delen, serre en deuren op de begane grond) |
| Huis Gospert 42 | 18de eeuw Laurenz Mefferdatis   |              |                  | 50° 37' 56" NB, 6° 2' 6" OL  | 31144  | Huis Gospert 42 |
| Huis Haasstrasse 1-3 (gevels en dak) | 18de eeuw                       |              |                  | 50° 37' 26" NB, 6° 2' 11" OL | 31146  | Huis Haasstrasse 1-3 (gevels en dak) |
| Tuin van huis Gospert 40-42 |                                 |              |                  | 50° 37' 57" NB, 6° 2' 3" OL  | 31326  | Tuin van huis Gospert 40-42 |
| Huis Kaperberg 2-4 (18e-eeuwse delen) | 1724—1728 Laurenz Mefferdatis   |              |                  | 50° 37' 54" NB, 6° 2' 25" OL | 31148  | Huis Kaperberg 2-4 (18e-eeuwse delen) |
| Huis Haasstrasse 24 (gevels en dak) | 18de eeuw                       |              |                  | 50° 37' 25" NB, 6° 2' 17" OL | 31152  | Huis Haasstrasse 24 (gevels en dak) |
| Huis Gospert 52 (stadsmuseum) | 1697                            |              |                  | 50° 37' 56" NB, 6° 2' 8" OL  | 31126  | Huis Gospert 52 (stadsmuseum) |
| Huis Gospert 56 | 1730 Laurenz Mefferdatis        |              |                  | 50° 37' 56" NB, 6° 2' 8" OL  | 31221  | Huis Gospert 56 |
| Huis Gospert 68 (gevels en dak) | 18de eeuw                       |              |                  | 50° 37' 57" NB, 6° 2' 9" OL  | 31145  | Huis Gospert 68 (gevels en dak) |
| Huis Kaperberg 8 (voormalige zetel Parlement van de Duitstalige gemeenschap) | 1812                            |              |                  | 50° 37' 53" NB, 6° 2' 26" OL | 31160  | Huis Kaperberg 8 (voormalige zetel Parlement van de Duitstalige gemeenschap) |
| Huis Haasstrasse 26 (gevels en dak) | 18de eeuw                       |              |                  | 50° 37' 25" NB, 6° 2' 17" OL | 31153  | Huis Haasstrasse 26 (gevels en dak) |
| Huis Haasstrasse 28 (gevels en dak) | 1645                            |              |                  | 50° 37' 24" NB, 6° 2' 18" OL | 31154  | Huis Haasstrasse 28 (gevels en dak) |
| Huis Kaperberg 31-33 | 1745                            |              |                  | 50° 37' 51" NB, 6° 2' 28" OL | 31339  | Huis Kaperberg 31-33 |
| Huis Haasstrasse 40 (gevels en dak) | 1748                            |              |                  | 50° 37' 24" NB, 6° 2' 19" OL | 31336  | Huis Haasstrasse 40 (gevels en dak) |
| Huis Kirchstrasse 1 (gevels en dak) | 1710                            |              |                  | 50° 37' 49" NB, 6° 1' 55" OL | 31340  | Huis Kirchstrasse 1 (gevels en dak) |
| Huis Haasstrasse 42 (gevels en daken, inrit en trappenhuis) | 18de eeuw Laurenz Mefferdatis   |              |                  | 50° 37' 23" NB, 6° 2' 20" OL | 31337  | Huis Haasstrasse 42 (gevels en daken, inrit en trappenhuis) |
| Huis Kirchstrasse 16 (voorgevels en dak) | 1830                            |              |                  | 50° 37' 49" NB, 6° 1' 58" OL | 31341  | Huis Kirchstrasse 16 (voorgevels en dak) |
| Huis Heggenstrasse 8 (ingang van blauwe steen) | 1723                            |              |                  | 50° 37' 60" NB, 6° 2' 1" OL  | 31155  | Huis Heggenstrasse 8 (ingang van blauwe steen) |
| Huis Kirchstrasse 17-23 | 1737                            |              |                  | 50° 37' 48" NB, 6° 1' 57" OL | 31342  | Huis Kirchstrasse 17-23 |
| Huis Heggenstrasse 10 (gevels en dak) | 18de eeuw                       |              |                  | 50° 38' 0" NB, 6° 2' 1" OL   | 31156  | Huis Heggenstrasse 10 (gevels en dak) |
| Huis Klosterstrasse 20 (gevels en dak) | 19de eeuw                       |              |                  | 50° 37' 53" NB, 6° 1' 52" OL | 31161  | Huis Klosterstrasse 20 (gevels en dak) |
| Huis Heggenstrasse 14 (gevels en dak) | 18de eeuw                       |              |                  | 50° 38' 0" NB, 6° 2' 2" OL   | 31157  | Huis Heggenstrasse 14 (gevels en dak) |
| Huis Klötzerbahn 27 (gevels en dak) | 1757                            |              |                  | 50° 37' 53" NB, 6° 2' 5" OL  | 31164  | Huis Klötzerbahn 27 (gevels en dak) |
| Huis Paveestrasse 22 (gevels en dak) | 1800                            |              |                  | 50° 37' 51" NB, 6° 1' 48" OL | 31193  | Huis Paveestrasse 22 (gevels en dak) |
| De gevels en het dak van het woongedeelte van het hof Hochstrasse 185 | 1733                            |              |                  | 50° 38' 44" NB, 6° 1' 29" OL | 31158  | De gevels en het dak van het woongedeelte van het hof Hochstrasse 185 |
| Hochstrasse met bomen en grachten |                                 |              |                  | 50° 38' 42" NB, 6° 1' 27" OL | 31429  | Hochstrasse met bomen en grachten |
| Huis Paveestrasse 29 (gevels en dak) | 18de eeuw                       |              |                  | 50° 37' 50" NB, 6° 1' 49" OL | 31194  | Huis Paveestrasse 29 (gevels en dak) |
| Huis Klötzerbahn 32 (gevels en dak) (regering van de Duitstalige gemeenschap) | 1760—1763 Johann Joseph Couven  |              |                  | 50° 37' 53" NB, 6° 2' 2" OL  | 31343  | Huis Klötzerbahn 32 (gevels en dak) (regering van de Duitstalige gemeenschap) |
| Huis Rotenberg 33 | 1748 Laurenz Mefferdatis        |              |                  | 50° 37' 26" NB, 6° 1' 49" OL | 31149  | Huis Rotenberg 33 |
| Steinrother Wäldchen |                                 |              |                  | 50° 37' 20" NB, 6° 0' 25" OL | 31045  | Steinrother Wäldchen |
| Huis Marktplatz 1 (klooster van de Franciscanessen van de heilige familie) | 1752 Johann Joseph Couven       |              |                  | 50° 37' 49" NB, 6° 1' 52" OL | 31172  | Huis Marktplatz 1 (klooster van de Franciscanessen van de heilige familie) |
| Huis Werthplatz 1-3 | 1744 Johann Joseph Couven       |              |                  | 50° 37' 57" NB, 6° 2' 17" OL | 31357  | Huis Werthplatz 1-3 |
| Huis Marktplatz 8 (gevels en daken van het hoofdhuis en de 18e-eeuwse aanbouwen) | 1750                            |              |                  | 50° 37' 51" NB, 6° 1' 52" OL | 31173  | Huis Marktplatz 8 (gevels en daken van het hoofdhuis en de 18e-eeuwse aanbouwen) |
| Huis Werthplatz 2 | 17de eeuw                       |              |                  | 50° 37' 59" NB, 6° 2' 18" OL | 31358  | Huis Werthplatz 2 |
| Huis Nispert 18 | 1747 Johann Joseph Couven       |              |                  | 50° 37' 59" NB, 6° 2' 52" OL | 31117  | Huis Nispert 18 |
| Huis Werthplatz 5-7-9 | 1747                            |              |                  | 50° 37' 56" NB, 6° 2' 18" OL | 31195  | Huis Werthplatz 5-7-9 |
| Huis Nispert 18 (park) |                                 |              |                  | 50° 38' 1" NB, 6° 2' 53" OL  | 31344  | |
| Huis Werthplatz 12 |                                 |              |                  | 50° 37' 59" NB, 6° 2' 20" OL | 31359  | Huis Werthplatz 12 |
| Huis Werthplatz 48 | 18de eeuw                       |              |                  | 50° 37' 55" NB, 6° 2' 23" OL | 31360  | Huis Werthplatz 48 |
| Lange Kuhdrift |                                 |              |                  | 50° 36' 45" NB, 6° 3' 13" OL | 31046  | Lange Kuhdrift |
| De gevels alsook de vorm en materialen van de dekking (lees: leisteen voor het woonhuis) van de daken van het woonhuis en van de kleine aanbouw links van het huis Nispert 56 | 18de eeuw                       |              |                  | 50° 37' 55" NB, 6° 3' 3" OL  | 31175  | De gevels alsook de vorm en materialen van de dekking (lees: leisteen voor het woonhuis) van de daken van het woonhuis en van de kleine aanbouw links van het huis Nispert 56 |
| Kasteel van Stockem (bergfried, kasteelpoort van het kasteel Stockem en het geheel van de gebouwen en haar omgeving) | 1502                            |              |                  | 50° 37' 49" NB, 6° 0' 59" OL | 31324  | Kasteel van Stockem (bergfried, kasteelpoort van het kasteel Stockem en het geheel van de gebouwen en haar omgeving) |
| Huis Oe 48 (gevels en daken van het hoofdgebouw en vleugels, ruimte met kruisribgewelf, bestrating van het hof, grensmuur met de inrit rechts met pilaren van blauwe steen) | 1745 Johann Conrad Schlaun      |              |                  | 50° 36' 60" NB, 6° 1' 20" OL | 31176  | Huis Oe 48 (gevels en daken van het hoofdgebouw en vleugels, ruimte met kruisribgewelf, bestrating van het hof, grensmuur met de inrit rechts met pilaren van blauwe steen) |
| Huis Olengraben 29 (gevels en dak) | 18de eeuw                       |              |                  | 50° 37' 26" NB, 6° 2' 2" OL  | 31178  | Huis Olengraben 29 (gevels en dak) |
| Huis Paveestrasse 12 (gevels en dak) | 19de eeuw                       |              |                  | 50° 37' 52" NB, 6° 1' 47" OL | 31191  | Huis Paveestrasse 12 (gevels en dak) |
| Huizen Paveestrasse 13-15 (gevels en dak, pilaren van blauwe steen bij de hofinrit) | 1815                            |              |                  | 50° 37' 50" NB, 6° 1' 47" OL | 31180  | Huizen Paveestrasse 13-15 (gevels en dak, pilaren van blauwe steen bij de hofinrit) |
| Huis Paveestrasse 14 (gevels en dak) | 19de eeuw                       |              |                  | 50° 37' 51" NB, 6° 1' 47" OL | 31192  | Huis Paveestrasse 14 (gevels en dak) |
| Huis Paveestrasse 10 (de gevels en het dak van het huis en de gevels van de wintertuin) | 1850                            |              |                  | 50° 37' 52" NB, 6° 1' 46" OL | 31190  | Huis Paveestrasse 10 (de gevels en het dak van het huis en de gevels van de wintertuin) |
| Huis Hufengasse 11 | 1610                            |              |                  | 50° 37' 48" NB, 6° 1' 51" OL | 31338  | Huis Hufengasse 11 |
| Huis Hookstrasse 40 (gevels en dak, grensmuur van de voortuin) | 1707                            |              |                  | 50° 38' 2" NB, 6° 2' 17" OL  | 31159  | Huis Hookstrasse 40 (gevels en dak, grensmuur van de voortuin) |
| Huis Nispert 51 (puntgevel) en de ingang met haard, balk en trapopgang | 18de eeuw                       |              |                  | 50° 37' 55" NB, 6° 3' 0" OL  | 31174  | Huis Nispert 51 (puntgevel) en de ingang met haard, balk en trapopgang |
| Oorlogsmonument | 1912 Rudolf Henn                |              | Werthplatz       | 50° 37' 56" NB, 6° 2' 21" OL | 852    | Oorlogsmonument |
| Tuinhuisje van het huis Werthplatz 36-38 (de gevel, het dak, de trap, de kelder en de historische elementen van het interieur) | 18e eeuw                        |              | Werthplatz 36–38 | 50° 37' 57" NB, 6° 2' 25" OL | 31522  | Tuinhuisje van het huis Werthplatz 36-38 (de gevel, het dak, de trap, de kelder en de historische elementen van het interieur) |
| Waldenburghuis (herenhuis en bijgebouwen) | 17e eeuw                        | Kettenis     | Hochstraße 269   | 50° 39' 33" NB, 6° 2' 59" OL | 32239  | Waldenburghuis (herenhuis en bijgebouwen) |
| Huis Bergstraße 62 (gevel en dak) | 1720                            |              | Bergstraße 62    | 50° 37' 41" NB, 6° 2' 0" OL  | 31206  | Huis Bergstraße 62 (gevel en dak) |
| Voormalige bioscoop Capitol (voorgevel) | 1933 Bemelmans                  |              | Neustraße 79     | 50° 37' 34" NB, 6° 1' 52" OL | 1006   | Voormalige bioscoop Capitol (voorgevel) |
| Transformatorenhuis | 1928                            | Kettenis     | Merolser Straße  | 50° 39' 40" NB, 6° 3' 47" OL | 40770  | Transformatorenhuis |
| Bergstraat 111 | 18e eeuw                        |              | Bergstraat 111   | 50° 37' 36" NB, 6° 2' 1" OL  | 82110  | Bergstraat 111 |
| Schulstraße 18 | 19e eeuw                        |              | Schulstraße 18   | 50° 37' 52" NB, 6° 2' 12" OL | 106854 | Schulstraße 18 |